# Симеон Пишчевић
Симеон Пишчевић (Шид, 1731 — Русија, 1797) био је српски официр и књижевник.

## Детињство
Симеон је рођен 1731. године као четврто дете у старој племићкој породици Пишчевић, у сремском месту Шиду. Презиме Пишчевић потиче од места Пишче у Паштровићима, у Црној Гори. Отац му се звао Стефан и био је капетан у Подунавској ландмилицији, командант Шида. Као осмогодишњака су га родитељи послали ујаку капетану Секули Витковићу у Петроварадински Шанац да би похађао словенско-латинску школу. Недуго затим, ујак му добија премештај у Беч и Симеон наставља своје школовање у Бечу. Ујак му убрзо добија чин потпуковника и враћа се у Петроварадински Шанац, а Симеон остаје три године у Бечу где је научио немачки језик. После три проведене године у Бечу, школовање наставља у Сегедину код једног приватног учитеља. У Сегедину је провео годину и по дана и усавршио је немачки. После Сегедина, отац га је одвео у Осијек да учи војну администрацију код вишег секретара војног савета у осијечкој тврђави господина фон Малера. Како је провео годину дана у Осијеку, по Симеона долази отац и води га у рат против Француза, рекавши му да су Срби по природи најсклонији војничком позиву. Тако се Симеон са својих тринаест година упушта у свој први рат.

## Аустријско-француски рат 1744—1745.
Пишчевић је са својим оцем био у пуку Подунавске ландмилиције, који је био у саставу Славонско-подунавског пука. Пошавши у рат, он убрзо добија ађутантски чин зато што је добро знао немачки. Рат се водио око реке Рајне. У бици близу места Штукштату, отац му бива рањен и Симеон, видевши то, пушта сузе. Већина борби се водила у Алзасу. Главна борба током рата у којој је учествовао Пишчевић, одиграла се у граду Цаберту који је аустријска војска тешком муком освојила. Млађани Пишчевић се у овој бици упознао са страхотама рата. Освојивши град, Пишчевићев пук је добио наређење да се врати у Баварску, а одатле у Славонију. На путу кући, Пишчевић се сусрео са смицалицама које су биле уперене против његовог оца. Помогао је оцу да очисти образ и наставили су свој марш. Тако се Пишчевић вратио у родну Славонију 1745. године са ађутантским чином. Међутим, у домовини их је сачекала непријатна вест како ће се ландмилицијски пукови распустити и како ће се створити нови пукови.

## Војна каријера
Почетком 1746. у петроварадинску тврђаву долази генерал барон фон Енгелсхофен да би пренео вест о формирању нових пукова и започео стварање истих. Убрзо се Пишчевић допао генералу и добија поручнички чин. Генерал је, док је обилазио чете бивших ландмилиција, водио са собом младог Пишчевића. Генерал је морао да отпутује у Беч ради консултација и, игром случаја, Пишчевић остаје у Славонији и одлази у Карловце, код ујака Секуле Витковића.
У Карловцима се Пишчевић упознаје са патријархом српским Арсенијем Јовановићем Шакабентом, који је из Србије избегао 1737. године. Са патријархом је избегао и кнез српски Атанасије Рашковић чију ћерку, Дафину, Пишчевић жени. Године 1748. стиже наредба о формирању 5 нових регуларних пукова и Пишчевић бива постављен у прву чету Славонско хусарског пука. Већ следеће 1749. године, Славонски хусарски пук бива спојен са Сремским хусарским пуком. Ово је унело нервозу код Пишчевића јер није знао да ли ће остати на истом положају. Због тога, код њега се рађа жеља да се отисне што даље од Славоније, тј. у Русију.

## Покушај одласка у Русију
У зиму 1749. код Пишчевићевог таста долази други зет, мајор руски Петар Шевић, син Ивана Шевића, аустријског потпуковника који је добио отпуст од Марије Терезије да иде у Русију. У разговорима са Петром Шевићем, код Пишчевића се распламсава жеља да оде за Русију. Младог официра који је мислио само на добре коње, нове униформе, официрску опрему и како да добије виши чин, заинтересовале су речи његовог пашенога Петра Шевића. Шевић помаже Пишчевићу да добије отпуст из аустријске војске од генерала Енгелсхофена. Стари генерал чуди се да поручник Пишчевић хоће да напусти домовину, али одлука је била донета. Пишчевића исписују из пука. Отац Петра Шевића, сада руски генерал Иван Шевић, који је допутовао у Славонију, додељује Пишчевићу чин руског капетана, записује га у списак исељеника и говори му да подигне плату за одслужени војни рок и да ће онда да се заједно запуте у Русију. 
Међутим, кад Пишчевић оде код војног комесара Грка Гарсулија по плату за одслужени рок, ситуација почиње да се компликује. Бесни Грк укорева генерала Енгелсхофена што је аустријском поручнику дао отпуст, Пишчевићу тражи да му отпусницу преда, овај му мудро даје само копију, после чега га ставља у затвор. Док је несуђени руски поданик тамновао два месеца, Петар Шевић се са оцем Иваном Шевићем вратио у Русију. 
Помилован, Пишчевић се враћа у аустријске редове и бива размештен у Бродски пешадијски пук код пуковника барона Јануса. Мисао о Русији га оставља, али скривена отпусница повремено му искрсава у памети као предсказање да није још све готово, које ће се обистинити недуго после два догађаја. Пишчевићу измиче обећани аустријски капетански чин, а ускоро умире и његов заштитник и таст, пуковник Атанасије Рашковић, за кога Пишчевић каже да су га отровала завидна господа. Згадио му се тамошњи живот и Пишчевић најављује коначно бекство у Русију.

## Одлазак у Русију
Док млади поручник, с чином који се, како објашњава, у аустријској војсци добијао са четрдесет година, размишља да своју срећу нађе на другом месту, у Русији већ ничу два српска насеља. С првом групом од око 4000 исељеника 1751. године из Аустрије стиже Јован Хорват и на подручју јужне Украјине оснива Нову Сербију. Годину дана касније, с око 2000 људи, долази и Јован Шевић, брат Петра Шевића, који за насељавање добија подручје у Бахмутској провинцији, где ниче Славјаносербија. Одлазак више хиљада поданика Аустријског царства унео је нови заплет у Пишчевићева путешествија. Марија Терезија 1752. године издаје Казнени патент којим се, између осталог, аустријским поданицима под претњом смрћу забрањује прелазак у ратну или цивилну службу страних сила. Упркос томе, с отпустом за који су Аустријанци мислили да су му га одузели, без пасоша за путовање у Русију и крајње неизвесним надама у успех, Пишчевић преко ноћи нестаје из свог Бродског пешадијског пука и тајно одлази у Беч. Пишчевић говори о свом огртачу, најављујући да ће тако скривен прелазити границе и шетати по граду, покушавајући да добије руски пасош. 
По доласку у Беч, Пишчевић сазнаје за још једну околност која му не иде на руку. У руском посланству управо је дошло до смене посланика на бечком двору Бестужева, заговорника исељења Срба у Русију. Заменио га је Кајзерлинг, опрезан о том питању које је узнемиравало аустријски двор. При првом сусрету са секретаром руског посланства Николајем Черњевим, Пишчевић бива хладно одбијен. Пишчевић не одустаје и поново се сусреће са Черњевим, говорећи му да се налази у списку исељеника генерала Шевића и напомиње да ће, ако га одбије, он, Черњев, одговарати пред Господом. Кад му уз то Пишчевић потврди да је Србин, руски дипломата му говори да се уплашио да је неки шпијун, јер говори као рођени Немац. Черњев му обећава помоћ, али обруч око Пишчевића се стеже. Аустријске страже већ га траже по Бечу, његов пуковник барон Јанус спрема се да дигне тужбу против њега јер је својевољно напустио пук, на неки начин дезертирао, а спасоносни руски пасош никако да стигне. У последњи час, мало пре него што ће „случај Пишчевић” доспети и пред аустријски Дворски војни савет, после дванаест дана напетог ишчекивања, млади официр коначно добија пасош. 
Пишчевић се, сада као руски поданик, враћа у стари пук да преда своју чету, спакује се и опрости с пријатељима. У обећану земљу, Русију, коначно креће 24. октобра 1753. године заједно са женом и децом. Стиже да саопшти и да је успут, у Токају, упознао мајора Жолобова који је куповао вино за руски двор. Веран војник своје царице, Пишчевић заверенички прећуткује да је мајор Жолобов, у ствари, био на тајном задатку. Под измишљеним изговором да купује вино за руски двор, он је вршио прихват досељеника из Србије, што је Аустријанце доводило до беса. 
Сељак сав зарастао у браду и сасвим стар, у поцепаном кожуху и с опанцима, први је призор који Пишчевић описује из своје нове домовине, с граничног прелаза Шељеговка, где је стигао 22. децембра 1753. године, после 60 дана путовања.

## Први дани у Русији
Стигавши у Кијев, 24. децембра 1753, срео се са својим пашеногом мајором Петром Шевићем. Пишчевићева жена је била одушевљена што се срела са сестром. Са мајором Шевићем, Пишчевић одлази у Москву код генерала Шевића и подноси руској Војној колегији молбу да буде примљен у пук генерала Шевића са чином капетана. Био је то један од два, српска хусарска пука у Славјаносербији. Горко ће се кајати због своје молбе да буде примљен као капетан, јер је постојала могућност да аутоматски добије чин нижег мајора. Молба му је услишена и његова војна каријера је могла да отпочне. Секунд-мајор Симеон Пишчевић је 1757. године био командир 6. роте зване Рајевска, у склопу Шевићевог хусарског пука. Сима је са капетаном Аврамом Ивановићем основао ту село Рајевку.

## Црногорска комисија
После много перипетија, Пишчевић је успео да добије чин нижег мајора. После тога, још једном је узео учешће у исељавању из Аустрије, овог пута као предводник. Пишчевић речима да ће читалац имати зашто да га пожали почиње причу о новом путешествију које ће га вратити у стару отаџбину. Године 1754, Симеон у Москви упознаје црногорског владику Василија Петровића. Владика је намеравао да из Црне Горе доведе у Русију неколико хиљада људи, за шта је добио новац од царице Јелисавете Петровне. За тај посао желео је да приволи и крајње незаинтересованог Пишчевића. Што није успео владика, успело је наређење руске Војне колегије. Као члан црногорске комисије, Пишчевић је био одређен да сачекује исељенике на граници с Турском. Његова жена није хтела да остаје сама са децом у Русији и пошла је са њим у Аустрију, у Петроварадин. По доласку у Петроварадин, убрзо му постаје јасно да се црногорска комисија увелико уплела у забрањене радње. Човек који је, такође, радио на том послу, пуковник Јездимировић, у сарадњи са шефом полиције у Петроварадину Иваном Баљевићем, уписивао је као Црногорце све надничаре, људе с разних страна, и турске и аустријске поданике, зване и незване бећаре. Бесан, Пишчевић, ипак, извршава наређење и с групом од 62 „Црногорца” стиже у Русију. Жену је оставио у Аустрији код фамилије, сматрајући да би имао проблема са децом током пута. Задатак му је донео више штете него користи. Осим што је и сам у Петроварадину био уплетен у строго кажњиво врбовање, и што је с групом разних превртљиваца и разбојника морао тајно да путује кроз неколико држава до Русије, око 1000 људи које је приволео за „руску ствар” и који су чекали да у следећој тури пређу у Русију, до царевине је довео препредени Јездимировић и за то покупио све заслуге. Једино позитивно из овог пута је било то што је успео да преведе свог оца са породицом у Русију. Убрзо је црногорска комисија била укинута због великих неправилности у њеном раду.

## Набавка коња за царски двор
По завршетку ангажмана у црногорској комисији, царица Јелисавета Петровна је одредила да се Пишчевићу додели служба у дворској канцеларији. Иако му није било мило што неће бити на фронту, живот на двору му се убрзо свидео. Директно од царице је добио задатак да отпутује у Трансилванију и да набави коње за дворску ергелу. Није ни сумњао да ће му овај задатак донети невоље које ће га скоро коштати главе.
Пишчевић се преко Пољске, Беча и Будима упутио у Славонију, у град Митровицу по жену и децу које је раније оставио тамо. Неко време је провео у Бечу и 1758. године марта месеца кренуо је ка Митровици. Покупио је жену и децу и кренуо ка Трансилванији. На путу ка Трансилванији, зауставио се у Токају где је оставио жену и децу и са ветеринаром и троје слугу је кренуо по коње.
У Трансилванији је сазнао да најбоље коње држи мађарски гроф Микош из села Марош Ујвар. Када се срео са грофом у његовој резиденцији, Пишчевић је доживео неколико непријатности. Наиме, гроф се увредио јер је Пишчевић у резиденцију ушао са коњима и колима, а није сачекао испред. То су брзо изгладили јер се у расправу укључила и грофица. Стари гроф није схватао да је Пишчевић виши официр све док му грофица није објаснила. Пишчевић је одабрао коње, 28 њих, али гроф се побунио око коња кулаша и једне кобиле. Гроф је попустио на крају и продао му коње за 1380 дуката, што је било веома повољно у то доба. Међутим, ту није био крај мука око коња. Грофова кћерка је схватила да је гроф продао коња који је био намењен за њен мираз и уместо њега Пишчевић је захтевао коња зеленка. Гроф му га није хтео дати, али на крају је морао да попусти. Тако се Пишчевић са коњима упутио ка Токају по жену и децу, а одатле даље у Русију.
У Токају је покупио жену и децу и ужурбано се запутио у Русију. Све је било у реду док нису дошли близу мађарско-пољске границе. Ноћ га је ухватила у Горњем Свиднику, једном селу у Мађарској. Следећег јутра се запутио ка граници и на путу их је ухватило невреме. Пут је водио кроз једну пољану која је било потопљена и вода је коњима била до трбуха. На средини те пољане, велики водени талас је оборио колону и Пишчевић је пуком срећом преживео. На његову несрећу, преживела је само његова кћеркица и једна служавка. Сву имовину коју је имао, вода је однела. Тужан због губитка жене и сина, једва је успео да пронађе преживеле коње. Пошто је сахранио жену и сина, наставио је пут. У октобру 1758. године, Пишчевић је стигао у Москву. Пут га је даље водио у Петроград где је стигао 16. децембра 1758. године.
У Петрограду га је сачекао нови старешина, министар Адам Васиљевич Алсуфијев. Коње је сместио у коњушницу да би били прегледани. Пишчевић је свом старешини испричао какве су га страхоте задесиле на путу и овај му је обећао да ће све да исприча царици и да ће се заузети код ње да се Пишчевић награди за своју пожртвованост. Царица је 26. децембра затражила да види коње и када је чула за Пишчевићеву несрећу, сажалила се на њега. Идућег дана, Пишчевић је имао ту част да разговара са царицом лично. Она му је обећала да ће га наградити. Међутим, ситуација је почела да се одуговлачи и Пишчевић је постајао све нервознији због нерешавања његове ситуације и недобијања жељеног чина.

## Симеон Пишчевић и Јован Хорват
Јован Хорват је српски официр који је 1751. основао Нову Сербију са 4000 насељеника. Годинама, он је скупљао Србе и стављао их под своју команду.
Како се Пишчевић вратио са задатка из Трансилваније, Црногорци које је он превео, поднесоше молбу руском Сенату да им Пишчевића постави као команданта. Он је то одбијао и дворски колегијум је то одбио. Међутим, генерал Хорват се фебруара 1759. године упутио из Нове Сербије у Петроград како би Црногорце, које је Пишчевић превео, ставио под своју команду. На путу до Петрограда, Хорват је застао у Москви где су његови људи проширили речи како је он добар и како би Црногорцима било добро под његовом командом. Они су се сложили и напоменули како су поднели молбу да им се Пишчевић додели за команданта и да, ако се то тако уради, они ће поћи са Хорватом у Нову Сербију. Исто то је речено Хорвату и у Сенату, да Црногорци могу бити под његовом командом само ако Пишчевић пристане. Генерал Хорват је почео да убеђује Пишчевића како ће му бити боље са њим у Новој Сербији и да ће тамо брже да добије жељени чин. Хорват му је рекао да ће у Новој Сербији основати два нова хусарска пука, Македонски и Бугарски, и да ће у њима бити места за официре, те би Пишчевић веома брзо напредовао. Такође, Хорват је напоменуо да је добио извештаје из Грчке, Молдавије и Влашке како тамошњи свет жели да се исели у Нову Сербију. Међутим, Пишчевић је све то одбио, сматрајући да ће на двору да добије заслужени чин.
Хорвата Пишчевићево одбијање није збунило нити спречило да даље наваљује – обећао му је јединицу у Македонском пуку и чин вишег мајора чим пристане да пође са њим. Виђенији људи у Петрограду тог доба, као што су генерал државни тужилац кнез Трубецки или гроф Петар Иванович Шувалов – први сенатор и генерал-фелдцајгмајстор, почели су да убеђују Пишчевића да пристане на Хорватову понуду. Као део своје понуде, Хорват је рекао Пишчевићу да ће га оженити својом братаницом. Пишчевић је почео да се премишља. Није хтео да иде са Хорватом у Нову Сербију да би формирао насеље, већ је хтео некако да се домогне армије. Рекао је Хорвату да пристаје једино ако га постави за потпуковника у Македонском пуку и пошаље у рат са Пруском, који је тада био у пуном јеку. На ове услове је Хорват пристао и одмах поднео молбу Сенату да се Црногорци под Пишчевићевој команди доделе њему, нагласивши да је Пишчевић пристао да им буде командант. Нагласио је и то да се Пишчевићу да потпуковнички чин.
Од самог почетка се Пишчевићу није писало добро. Његов старешина, Адам Васиљевич, када је чуо да је Пишчевић пристао да пође са Хорватом, рекао је да му то није била мудра идеја и да ће се једног дана кајати. Даље, Сенат је одговорио да не може да постави Пишчевића за потпуковника, већ само за вишег мајора, јер му то следује по хијерархији. Хорват није испунио Пишчевићеву жељу и поставља га у Бугарски, а не у Македонски пук. Да не би Пишчевић одустао, Хорват му говори да ће му он сам дати потпуковнички чин чим дођу у Нову Сербију. Добивши шта је желео, Хорват се упутио у Нову Сербију, а Пишчевић је остао у Петрограду ради, како је Хорват рекао, неких послова. После неколико месеци, Пишчевићу је у Петровград стигао Хорватов курир са наређењем да овај крене ка Новој Сербији. Са куриром, Пишчевић се запутио у Нову Сербију. Курир му је успут испричао како Хорват нема никакву намеру да му изради чин, већ да су њему најбитнији Црногорци, јер на основу броја људи у Новој Сербији добија новац од двора. На путу ка Миргороду, граду у Новој Сербији где је живео Хорват, Пишчевић је застао у Криловском Шанцу да би видео своју будућу жену, Хорватову братаницу. Сутрадан, Пишчевић стиже у Миргород где га је примио Хорват и населио. У том месту се Пишчевић упознао са мајором Шмитом, родом из Мађарске. Овај му је говорио како је Хорват превртљив и како ће пропасти ако не предузме нешто. Пишчевић је решио да разговара са Хорватом и да захтева да га премести у Македонски пук или да га пусти да се врати у Петровград.
Хорват му је одмах обећао да ће га преместити у Македонски пук, да ће га послати у рат и да ће му дати потпуковнички чин. Такође, рекао је да је женидба на помолу и да ће му он лично дати коње за рат. Међутим, после неколико дана, Хорват је почео своју игру поново, рекавши да од свадбе неће бити ништа уколико Пишчевић оде у рат против Пруске. Пишчевић је на то пристао и почео је да чека дан када ће добити наређење да пође у рат. Када је добио наређење, Пишчевић се негативно изненадио. Наређење је гласило да пође са Бугарским пуком у Малорусију и да се настани у месту Манжелеј, близу Нове Сербије. На Пишчевићево питање о Македонском пуку и рату, Хорват је одговорио да ће, чим се настани са Бугарским пуком, добити премештај у Македонски пук. Када је стигао у Малорусију, Пишчевић је почео да формира Бугарски пук. У почетку је имао проблеме са војницима, али су постепено почели да га уважавају и Пишчевић се надао да ће ускоро добити наредбу да пође у рат. Следећа наредба је била да се Бугарски пук премести у оближње место Белоцерковку.
За све време док је Пишчевић покушавао да среди Бугарски пук, Хорват му је радио иза леђа. На све могуће начине је покушавао да га омета. Плаћао је сељацима да се жале на војнике како би могао Сенату да пошаље извештај како је Пишчевић лош официр и како би могао да га уклони. Пишчевић му је сада, када је довео Црногорце, био сувишан и није хтео да га има близу себе.
Ускоро је Пишчевић добио наређење од Хорвата да пређе у Македонски пук и да се спреми за рат. Хорват је прећутао да је у Сенату заправо средио да заповедник Македонског пука, мајор Костјурин, добије потпуковнички чин и да он иде у рат. Он је Пишчевићу ту наредбу дао само да би овај попунио Македонски пук најбољим људима из Бугарског, мислећи да ће им он бити командант. Када је послао људе, Пишчевић је чекао наредбу да и он крене у Македонски пук. Међутим, од тога није било ништа и Хорват је брзо после тога наредио да Пишчевић са остатком Бугарског пука пређе на ново место, у Городишче, на обали Дњепра, преко пута Нове Сербије.
Тако је дошла 1762. година и царица Јелисавета Петровна је преминула и наследио ју је сестрић Петар Трећи, а Пишчевић је још увек имао чин вишег мајора. Није хтео више да чека на женидбу и због тога је решио да то преузме у своје руке. Отишао је у Криловски Шанац и оженио се Хорватовом братаницом. Нови цар је чуо за неправилности у Новој Сербији и одредио је кнеза Мешчерског да испита ситуацију. Таман када је кнез Мешчерски стигао у Нову Сербију, уместо Петра Трећег на престо је ступила Катарина Друга и она је поновила кнезу Мешчерском да изврши истрагу у Новој Сербији. Убрзо су Хорватови пукови распуштени и Пишчевић је отишао у Москву и поднео молбу Сенату да га ослободе Хорватовог заповедништва и да му доделе потпуковнички чин. Молба је била примљена и чин му је обећан. Хорват се није предавао и наставио је да Пишчевићу прави пакао од живота. Преко својих људи, Хорват је проширио вест да је Пишчевић крив за све нерегуларности у Новој Сербији. Чин је опет био све даљи од Пишчевића. На крају је комисија утврдила Хорватову кривицу, осудила га, а Нова Сербија је 1763. године преименована у Новоросијску губернију.

## Напредак у каријери
Пишчевић је после много перипетија ступио на дужност у Српски пук као виши мајор. Старешина тог пука је био пуковник Петар Текелија. Дошавши у Српски пук, Пишчевић се пренеразио када је схватио у каквом је стању пук. Брзо се дао на уређивање пука заједно са командантом Смоленске дивизије где је пук припадао, генералом-пуковником Нумерсом. Кад су уредили пук, стигла је наредба за покрет у Пољску. Тек што су стигли на пољску границу, наређено им је да се врате назад, јер је проблем у Пољској решен мирним путем.
У зиму 1764. године, Пишчевић је добио допуст од 4 месеца и са женом и новорођеним сином се упутио у Криловски Шанац код таште. На путу им се десила страшна несрећа. Морали су да пређу залеђену речицу Крјуков, на самом њеном ушћу у Дњепар. На средини реке лед је почео да пуца и умало је Пишчевић поново изгубио жену и дете. На срећу, нико није погинуо и зиму је Пишчевић провео код таште.
Када се Пишчевић у пролеће 1765. године вратио у своју Смоленску дивизију, сачекало га је пријатно изненађење. Напокон је добио толико жељени чин потпуковника и постављен је у новоформирани Харковски хусарски пук у Харкову. Заповедник Харковског хусарског пука је био пуковник Никола Чорба, чија је сестричина била Пишчевићева жена. До лета 1766. године, пук је био утрениран и спреман за инспекцију. Да би показали спремност пука, Пишчевић и Чорба су позвали главног команданта и инспектора господина Шчербињанина да дође и да изврши смотру новог пука. Инспектор је био задовољан и похвалио их да су један од најбољих пукова које је он видео током живота.

## Пољска конфедерација
Убрзо је Чорби стигла депеша да пошаље Пишчевића на упражњено потпуковничко место Ахтирског пука под командом генерал-мајора Подгоричанина. Генералова дивизија, са Ахтирским пуком, добила је наређење да крене за Кијев, а потом ка Пољској. У Пољску су умарширали марта 1767. године.
Кад су стигли у Пољску, Пишчевић је добио наредбу да са својим пуком оде у пољску Украјину, у Брацлавско Војводство, у среско место Виницу. Тамо је требало да сачека пољског генерал-поручника грофа Потоцког и да се са њим састане. Разлог њиховог састанка је била намера руског двора да се створи пољска конфедерација. Пишчевићев задатак је био да води рачуна о томе да сво племство Брацлавског Војводства потпише уговор којим се подржава настанак конфедерације. Задатак је био обављен и уговор је био потписан. Пишчевић је изабрао два представника из Брацлавског Војводства да путују у Варшаву на главну пољску скупштину где ће се озаконити уговор о конфедерацији. Када је послао представнике, добио је наређење да хитно дође у Варшаву ради очувања реда и мира током скупштине.
Пољска скупштина у Варшави није текла како су Руси желели. Бискуп краковски Солтик, гроф Жевуски и његов син и кијевски бискуп Залуски су се противили тачки уговора где је наведено да ће у конфедерацији некатолици имати иста права као католици. Да би се ућуткали гласови против, четворица противника су била ухапшена и Пишчевић је са својим одредом одређен да их спроведе у Литву, у град Вилну генералу Нумерсу, заповеднику Смоленске дивизије. Пишчевић је извршио свој задатак и предао их генералу Нумерсу.

## Крај живота Симеона Пишчевића
Ту се Пишчевићеви „Мемоари” завршавају, а даљу судбину одбеглог аустријског поручника сазнајемо понајвише из мемоара његовог сина Александра. Симеон Пишчевић учествовао је у руско-турском рату (1771–1774), гушењу побуне запорошких козака у Сечи. Царица Катарина Друга за ратне заслуге наградила га је чином генерал-мајора, подарила му села с 1000 душа у Белорусији, а добио је и Орден светог Ђорђа. Због сукоба с генералом Петром Текелијом, једним од најцењенијих Срба у Русији, добио је укор 1777. године, после чега је поднео оставку.
Симеон Степанович Пишчевич се затим повукао на село, где је и умро 1797. године.

## Мемоари
Пишчевић је мемоаре писао око четрдесет година, од 1744. до 1784. године, а осим овог дела написао је и историју српског народа која је, као и мемоари, остала у рукопису. Мемоари су остали непознати јавности око сто година, све док Симеонов унук није предао рукописе руском историчару Нилу Попову. Он их је објавио у Москви 1884. године, а српско издање као књига појавило се тек 1963. године. Пре него што је дело штампано, с „Мемоарима” се упознао и књижевник Милош Црњански, коме су послужили као основа за роман „Сеобе”.
Мемоари Симеона Пишчевића представљају опис тешког живота Срба у аустријској и руској монархији. То је прича о потрази за бољим животом. То је прича о постепеној асимилацији Срба са другим народима и прича о губитку идентитета. Пишчевића је генерал Енгелсхофен упозорио на асимилацију са Русима. Тај Немац, у великој тиради прекора и неодобравања Пишчевићеве сеобе у Русију, пророчки је рекао да ће се Срби у сродној словенској маси претопити и изгубити. Срби су се у Русији заиста претопили, Нова Сербија и Славјаносербија су се потпуно изгубиле. Само је Пишчевић са својом књигом духовно остао у своме народу.
Jeфтимије Љубибратић, Фрањо Тренк и многи други његови савременици и саборци су споменути у његовим мемоарима.

## Историја српског народа
Симеон Пишчевић је до 1795. у Скаљеви написао и текст који је приређивач српског издања (2018.) насловио као Историја српског народа. У њему, поред осталога, пише и о својим прецима Паштровићима као Србима  и раздваја их од Црногораца, које такођер наводи као Србе. О Црногорцима је записао да у Албанији, у суседству са земљом Паштројевића... живи још једна група српског народа, која се у историјским списима спомиње као Црногорци. Са жаљењем их описује као дивља човеколика бића, јер су остали без икаквог образовања. Поред неопходног узгоја жита, баве се и пљачком и Турака и хришћана. Ако ухапсе неког муслимана, траже откуп за њега и такав јунак би стицао велики углед. Када Турцима досаде њихова нападања, шаљу војску на њих, али често без успеха, јер их штите теснаци и високе планине, са којих пуцају и бацају камење. Црногорци за своје владаре нису никада признавали никога, сем српских царева и краљева и сопствених банова и властелина. О Брђанима (Никшићи, Бјелопавлићи, Васојевићи и други) је записао да су наочити, храбри и смели и скоро сви су високи и снажни. Краси их врлина што држе своју реч и не лажу, а по природи су ратничког духа. Црногорци су им у непосредном суседству. О Грбљу је записао да у тој области такође живи српски живаљ. Лазара Хребељановића наводи као Гребељановића. У Славонији и Срему пре Турака, наводи да су живели само Срби. Србе из Старе Србије који би доселили на позив царице Марије Терезије су звали Србијанци , а привремена станишта, док им се не одреде нова насеља за живот, Срби су звали збегови  (Отуда су називи Бежанија, Збјег...). Срби су ту дизали своја насеља, на местима погодним за одбрану, називајући их шанцима, и сваки је такав шанац представао једну јединицу - чету (отуда називи Петроварадински шанац, Славонски Шамац...). Писао је и о Климентима да нису прави Албанци и да се од њих доста разликују, а да су Срби већина у Албанији (у коју је рачунао и Црну Гору и Брда). Главно од три насеља Климента у Војводини не наводи као Хртковце, него као Ртковце. Као савременик, писао је детаљније и о српском пешадијском пуку барона Тренка (Пандури).